# Luiz Coutinho Dias Filho
Luiz Coutinho Dias Filho (Recife, 12 de novembro de 1960) é um médico escritor, neurocirurgião e professor brasileiro.

## Vida
Nascido no Recife, filho do carpinense Luiz Coutinho Dias e da olindense Cecília Maria Corrêa de Oliveira Dias, morou boa parte da infância e adolescência na cidade natal paterna.
Incentivado pelo tio e padrinho, o coronel médico Humberto Coutinho, ficava horas absorto na leitura de romances e poemas, o que o iniciou na arte da literatura.

## Formação
- Médico formado pela Universidade de Pernambuco em 1985.[3][4]
  - Residência em Neurologia - Universidade Federal de Pernambuco[nota 1]
  - Residência em Neurocirurgia - Universidade Federal de São Paulo
  - Mestre em Neurociências[5]
  - Doutor em Cirurgia[5]

## Profissão
- Médico neurologista do Hospital das Clínicas da Universidade Federal de Pernambuco[6]
- Neurocirurgião, com atuação na Assembleia Legislativa de Pernambuco[4]
- Professor universitário na Universidade de Pernambuco[4]
- Professor de Neurologia da Faculdade de Medicina de Olinda[4]
  - Membro da Sociedade Brasileira de Anatomia
  - Membro da Sociedade Brasileira de Neurocirurgia

## Literatura

### Vida associativa
- Sociedade Brasileira de Médicos Escritores - Regional Pernambuco - Membro titular[1][nota 2]
- Academia de Letras e Artes do Nordeste - Indicado em 25/1/2025, com posse em 26/4/2025.[7]

### Livros publicados
Poemas
- A reconquista do Paraíso e outros poemas- Recife:Ed. do Autor, 2014 - ISBN 978-85-917132-0-2[8]
- Cancioneiro da Revolução - Recife:Ed. do Autor, 2018 - ISBN 978-85-917132-1-9[nota 3]
- Vou juntar-me às capivaras - Recife:Ed. do autor (impr. FacForm), 2023. ISBN 978-65-00-75383-3[8]

Contos
- Nós, os bichos - Recife: CEPE, 2016 - ISBN 978-85-7858-369-9[nota 4]

Romance
- Efatá - Recife:Ed. do Autor, 2019 - ISBN 978-85-917132-2-6[11]

## Prêmios
- 3º Prêmio Pernambuco de Literatura - Região Zona da Mata, 2016, com o livro Nós, os bichos[12]
- Voto de aplauso pela Assembleia Legislativa do Estado de Pernambuco, pela sua atuação médica durante a Pandemia de Covid-19[6]
- XXX Concurso Nacional de Poesia Augusto dos Anjos,[9] 2021, promovido pela Prefeitura de Leopoldina com o poema Na ponte com Augusto.[13]
- Menção Honrosa no Prêmio Edmir Domingues da Academia Pernambucana de Letras, 2017.[9] com o livro Cancioneiro da Revolução